# Mijvodne
 (octobre 2022).
Mijvodne (ukrainien : Міжводне, russe : Межво́дное, Mejvodnoïe, ce qui signifie entre deux eaux ; avant 1945 : Yarylgatch, Ярылгач tatar de Crimée : Yarılğaç, Ярылгъач) est un village de république autonome de Crimée, en Ukraine, occupée par la Russie depuis 2014 du raïon de Tchornomorske au nord-ouest de la péninsule. C'est aussi une petite station balnéaire prisée des estivants.

## Population
Le recensement de 2001 distingue la population en fonction de la langue maternelle: russe 69,44%; tatar de Crimée 16,35%; ukrainien 12,78% et autre 0,33%.

### Dynamique de la population
- 1864 — 158 hab.
- 1889 — 244 hab.
- 1892 — 312 hab.
- 1900 — 325 hab.
- 1915 — 492 hab.
- 1926 — 431 hab.
- 1939 — 519 hab.
- 1974 — 1422 hab.[2]
- 1989 — 651 hab.
- 2001 — 1816 hab.[3]
- 2009 — 3320 hab.[4]
- 2014 — 2087 hab.[5]

## Situation actuelle
Le village comprend 80 rues et ruelles. Il s'étend sur 318,4 hectares, pour 667 foyers et 3 320 habitants (en 2009) dont 358 Tatars de Crimée (19,5%).

## Géographie

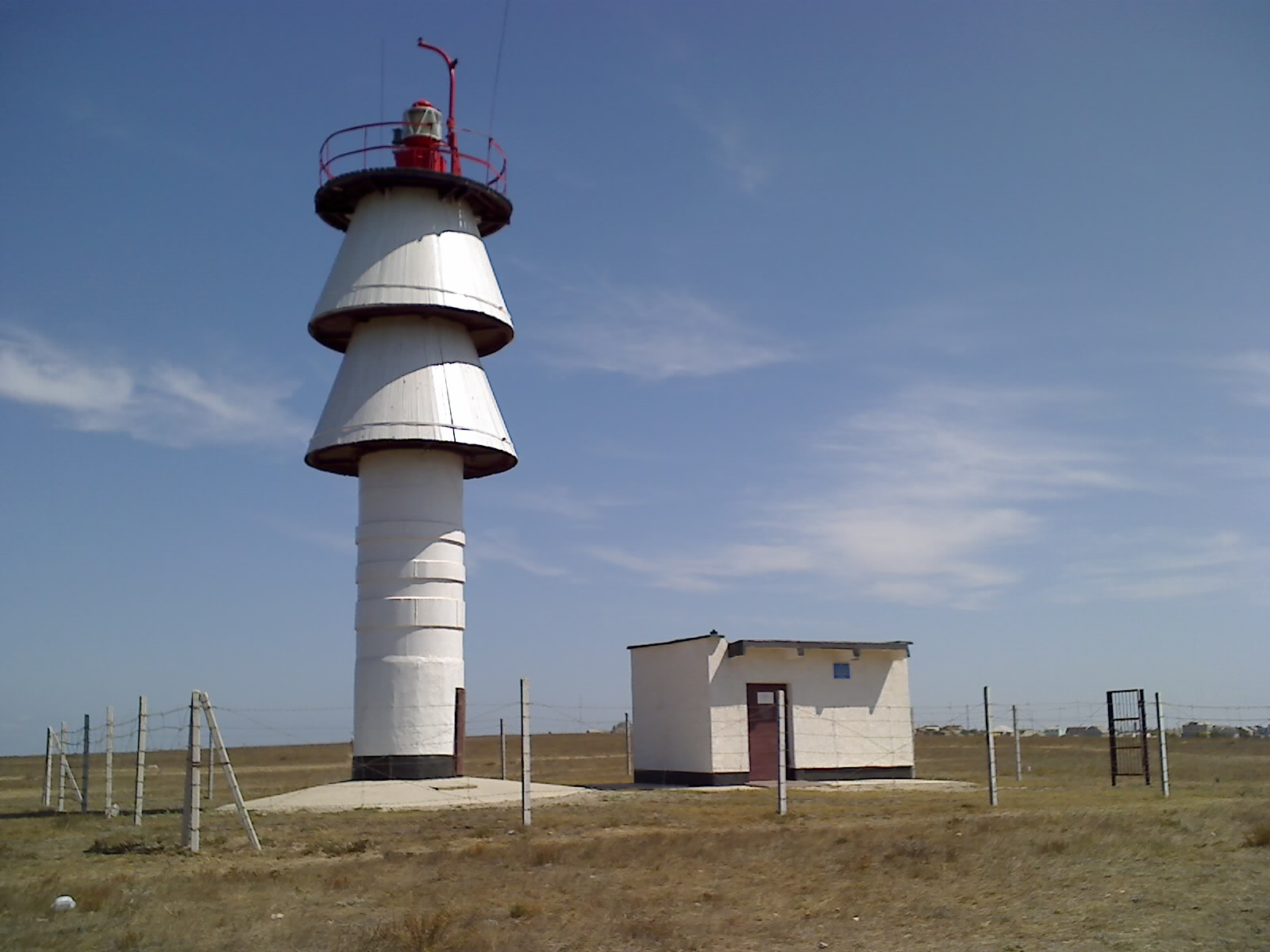
Phare.

Mejvodnoïe s'étend entre la baie de Yarylgatch et deux lacs de type liman, le lac Djarylgatch et le lac Yarylgatch. Pendant la belle saison, le village accueille des touristes comme petite station balnéaire. Il se trouve à 16 km par la route au nord-est de Tchornomorske. La gare de chemin de fer la plus proche est celle d'Eupatoria à environ 69 km. Il est relié par la route régionale 35-K-012 à Tchornomorske - Voïnka.